# フリースタイル雀ジョン
『フリースタイル雀ジョン』（フリースタイルじゃんジョン）は、AbemaTVで配信されているバラエティ番組である。不定期に配信されている。

## 概要
モンスターと呼ばれる麻雀のプロたちにチャレンジャーが麻雀バトルを挑み、最高賞金150万円を狙う番組。

## ルール
有名人たちがチャレンジャーとなり、モンスター（麻雀プロ）にバトルを挑む。
女流モンスター、ルーキーモンスター、凄腕モンスターの3つのステージが存在し、各3ステージにいる3人ずつのモンスターと麻雀バトルをし、各ステージでの合計ポイントに応じて賞金を獲得することができる。
フリースタイル雀ジョンの基本ルール
- アリアリの東風戦、赤3枚入り
- 25,000点持ち30,000点返しのウマ無し
- トップは+20pが加算
- トビでゲーム終了、トビ賞±10p
- バトル時間は50分、50分を超えた場合もう1局で終了

| 獲得ポイント | 賞金    |
| 10〜19.9pt   | 5万円   |
| 20〜29.9pt   | 10万円  |
| 30〜39.9pt   | 15万円  |
| 40〜49.9pt   | 20万円  |
| 50〜59.9pt   | 50万円  |
| 60〜79.9pt   | 60万円  |
| 80〜99.9pt   | 70万円  |
| 100pt以上    | 100万円 |

各3ステージへの挑戦終了時に合計ポイントが50ポイントを超えている場合は多井隆晴が待ち受けるボーナスステージに進むことができ、ボーナスステージでトップになるとさらに50万円のボーナス賞金を獲得することができ、最大賞金は150万円となっている。
また、特別ルールが2つ存在する。一つはチャレンジャーには各ステージごと1回のみ使うことができるサイバーリーチ棒が支給され、これを使うと上がった時に得点が2倍になる。もう一つはサイコロがゾロ目の際はドラ2枚めくり
、1ゾロと6ゾロの場合はドラ3枚めくりが発動するというものである。

## 出演

### MC・実況
- 小山剛志

### 進行・ナレーション
- UZI

### メイン解説
- 多井隆晴

## 配信リスト
1st season
| 回 | Rec   | 配信日         | 配信時間       | チャレンジャー                         | モンスター                                                                                     | 備考 |
| -- | ----- | -------------- | -------------- | -------------------------------------- | ---------------------------------------------------------------------------------------------- | ---- |
| 1  | Rec 1 | 2016年7月2日   | 22:00 - 翌6:00 | 亀田大毅、井上公造                     | 多井隆晴、勝又健志、鈴木たろう、鈴木達也、瀬戸熊直樹、村上淳                                   |      |
| 2  | Rec 2 | 2016年9月3日   | 19:00 - 翌2:00 | 梶原雄太(キングコング)、宮城舞、金子昇 | 多井隆晴、鈴木たろう、鈴木達也、村上淳、白鳥翔、井出康平、坂井秀隆、日向藍子、松嶋桃、東城りお |      |
| 3  | Rec 3 | 2016年10月2日  |                | 波岡一喜、坪井安奈                     |                                                                                                |      |
| 4  | Rec 4 | 2016年12月10日 |                | 植田佳奈、藤田伸二                     |                                                                                                |      |

2nd season
| 回 | Rec   | 配信日       | 配信時間      | チャレンジャー                                       | モンスター                                   | 備考 |
| -- | ----- | ------------ | ------------- | ---------------------------------------------------- | -------------------------------------------- | ---- |
| 1  | Rec 1 | 2017年4月8日 | 18:00 - 23:00 | 山本圭壱（極楽とんぼ）、大村朋宏（トータルテンボス） | 水口美香、松嶋桃、坂井秀隆、鈴木達也、村上淳 |      |

## スタッフ
- プロデューサー：白石堅太郎
- ディレクター：肥後智一、川﨑一輝
- 制作：MMJ